# هيرم إدواردز
هيرم إدواردز (بالإنجليزية: Herman Edwards) هو لاعب كرة قدم أمريكية أمريكي، ولد في 27 أبريل 1954 في Fort Monmouth ‏ في الولايات المتحدة.

## وصلات خارجية
- هيرم إدواردز على موقع مرجع كرة القدم المحترفة.كوم (الإنجليزية)
- هيرم إدواردز على موقع IMDb (الإنجليزية)
- هيرم إدواردز على موقع إن إن دي بي (الإنجليزية)